# Cheval maigre
Pour les articles homonymes, voir Deux chevaux.
Cheval maigre (chinois traditionnel : 骏骨图 ; pinyin : Shouma tu) est une peinture de cheval à l'encre de Chine sur rouleau de papier, réalisée par l'artiste Chinois Gong Kai (1222-1307). Peinture métaphorique, elle fait référence au contexte politique et à l'arrivée de la dynastie Yuan au pouvoir, en remplacement de la dynastie Song à laquelle Gong Kai est resté fidèle. Elle est conservée au musée municipal des beaux-arts d'Osaka, au Japon.

## Contexte
Gong Kai a vraisemblablement peint ce cheval maigre à titre métaphorique et d'autoportrait reflétant sa condition d'érudit sans emploi depuis l'arrivée au pouvoir de la dynastie Yuan. En effet, la dynastie mongole a écarté les lettrés chinois du pouvoir.

## Description
La peinture représente un cheval très maigre, la tête basse et l'encolure pendante, dont la marche apparaît difficile. Sa crinière et sa queue semblent ébouriffées par le vent. La crinière et la queue sont traitées par des traits concaves et orientés vers la gauche, contrastant avec les traits convexes et orientés à droite figurant les côtes apparentes. En revanche, son regard apparaît inflexible.
Gong Kai a joint un texte en sinogrammes à son œuvre : 从云雾降天关，空尽先朝十二闲。今日有谁怜瘦骨，夕阳沙岸影如山。
La sinologue (CNRS) Yolaine Escande traduit comme suit : « Une masse de nuages et de brumes descendent sur les passes célestes, les douze corrals de la précédente dynastie sont vacants ; à présent qui pourrait chérir les chevaux pur-sang ? L'ombre de la berge de sable au soleil couchant semble une montagne ».

## Analyse
D'après Yolaine Escande, les douze corrals se réfèrent à la dynastie Song, et les chevaux pur-sang aux lettrés au service de cette dynastie. La maigreur du cheval signale l'absence de considération des Yuan pour les lettrés.

## Parcours de la peinture
Yu Delin a fait un commentaire resté célèbre sous la dynastie Yuan : 我知髯龚欲画时，天地黯黔风烟悲。离离禾黍今如此，谁识赢骏真骚骡！« Quand j'ai su ce que Gong voulait peindre, le monde était empli de chagrins. Si loin de He Wei, qui sait quoi gagner ! ».
Cette œuvre est conservée au musée municipal des beaux-arts d'Osaka. Du 30 novembre 2012 au 9 janvier 2013, le musée d'art de Hong Kong a accueilli l'exposition « Musée des beaux-arts de la ville d'Osaka, peintures et calligraphies chinoises Song, Yuan et Ming ». Cheval maigre était l'une des œuvres exposées.